# شاون میلر
شاون میلر (انگلیسی: Shaun Miller؛ زادهٔ ۲۵ سپتامبر ۱۹۸۷) بازیکن فوتبال اهل بریتانیا است.
از باشگاه‌هایی که در آن بازی کرده‌است می‌توان به باشگاه فوتبال شفیلد یونایتد، باشگاه فوتبال کاونتری سیتی، باشگاه فوتبال کرو آلکساندرا، باشگاه فوتبال مورکم، باشگاه فوتبال کراولی تاون، باشگاه فوتبال شروزبری تاون، باشگاه فوتبال ویتون آلبیون، و باشگاه فوتبال یورک سیتی اشاره کرد.